# Гасман, Анатолий Григорьевич
Анатолий Григорьевич Гасман (1844—1919) — российский юрист-цивилист; государственный деятель, член консультации при Министерстве юстиции (1885); обер-прокурор межевого департамента Сената (1890), сенатор (1905); товарищ министра юстиции (1906—1913).

## Биография
Гасман Натан родился в Вильне в еврейской семье 23 сентября (5 октября) 1844 года.
В 1863 году окончил гимназию, в 1867 году — юридический факультет Императорского Санкт-Петербургского университета со степенью кандидата прав. Был причислен к департаменту Министерства юстиции; с 1868 по 1882 год служил в провинции, пройдя последовательно должности заседателя Курской и члена Тамбовской палат уголовного и гражданского суда, товарища прокурора, затем члена и наконец товарища председателя Саратовского окружного суда, где он также неоднократно исполнял обязанности председателя означенного суда. Одновременно с этим Гасман был директором Саратовского губернского попечительного комитета о тюрьмах.
В 1882 году сенатор Манасеин пригласил Гасмана участвовать в ревизии Лифляндской и Курляндской губерний. Эта ревизия продолжалась год и три месяца; был выявлен целый ряд частных нарушении закона и обособленность местного строя Остзейского края от государственных порядков в России. Гасман принял деятельное участие в составлении ревизионного отчёта, послужившего основой последующих преобразовании Прибалтийских губерний. На основании ревизии была сокращена автономия остзейских губерний. Реформа, утверждённая императором Александром III 9 июля 1889 года, приблизила их внутреннее устройство к общероссийскому. После назначения Манасеина министром юстиции Гасман получил в 1886 году должность старшего юрисконсульта консультации при министерстве и стал одним из деятельнейших сотрудников по осуществлению реформы; 1 января 1887 года был произведён в действительные статские советники.
В 1890 году был назначен обер-прокурором Межевого департамента Сената и принял деятельное участие в комиссии для общего рассмотрения Межевого устава. С 1894 года был обер-прокурором III-го департамента Сената и тогда же был привлечён Муравьёвым к участию в комиссии для пересмотра законоположении по судебной части. Для этой комиссии он подготовил проект новой редакции гражданского судопроизводства с подробной в шести томах, объяснительной запиской к нему.
Назначенный 11 октября 1895 года сенатором и произведённый в тайные советники, Гасман присутствовал сперва в Гражданском кассационном департаменте, а с 1898 года в 1-м общем собрании с сохранением права участвовать в трудах Гражданского кассационного департамента. В качестве сенатора он участвовал в комиссии по пересмотру положения о нотариальной части сперва в качестве члена, а с 1906 года — председателя; подготовил проект положения и объяснительную записку к нему. Гасман был членом различных совещаний сената.
При назначении министром юстиции Щегловитова, в мае 1906 года Гасман был приглашён на пост товарища министра, который занимал до 1913 года.
Скончался в Петрограде 13 декабря 1919 года, погребён на Никольском кладбище Александро-Невской лавры.
Его сын, Николай Анатольевич Гасман (9 июля 1882, Полтава — 2 февраля 1954, Грасс). В 1904 году окончил Императорское училище правоведения; служил по министерству юстиции, был товарищем прокурора Санкт-Петербургского окружного суда. Был женат на Вере Дмитриевне Галковской (1885—?); жили в Петербурге (в 1910—1912 гг.) на Французской набережной, 18. Эмигрировал в Польшу, затем переехал на юг Франции. Последние годы жил в Русском доме в Грассе, похоронен на местном кладбище.

## Награды
- орден Св. Владимира 4-й ст. (1884)
- орден Св. Станислава 1-й ст. (1889)
- орден Св. Александра Невского (01.01.1904; бриллиантовые знаки к ордену — 01.01.1908)